# Kerstin Straka
Kerstin Straka (* 26. Januar 1980 in Berlin) ist eine ehemalige deutsch-österreichische Fußballspielerin.

## Leben
Kerstin Straka ist Tochter von Friedrich Carl Straka und Marlies Straka (geb. Schweinberger) und wuchs im Berliner Stadtteil Charlottenburg auf. Sie besitzt aufgrund der Herkunft ihres Vaters die deutsche und die österreichische Staatsbürgerschaft.

## Sportliche Karriere

### Fußball
2007 wurde Straka in den Kader der österreichischen Nationalmannschaft berufen, für die sie zwei Spiele absolvierte.
Von 2004 bis 2009 spielte sie in der 2. Bundesliga Fußball bei Tennis Borussia Berlin und wurde in der Saison 2008/09 mit zwölf Toren in 17 Spielen gemeinsam mit Martina Fennen vom SV Victoria Gersten Torschützenkönigin. Im April 2009 zog sie sich eine Knieverletzung zu, woraufhin sie in der darauf folgenden Saison 2009/2010 mit Tennis Borussia Berlin nicht in der ersten Fußball-Bundesliga antreten konnte.
Im Jahr 2010 wechselte Straka zum FSV Spandauer Kickers, um in der Verbandsliga der Frauen zu spielen.

### Tennis
Ab 2012 spielte Straka wie in Jugendjahren wieder aktiv Tennis. Sie war für den Siemens Tennisklub Blau-Gold 1913 gemeldet und feierte in ihrer ersten Saison für Siemensstadt den Aufstieg in die Verbandsoberliga des Tennis-Verbands Berlin-Brandenburg.

## Erfolge
- Torschützenkönigin der 2. Bundesliga 2008/2009
- Aufstieg in die Bundesliga 2009